# Bruno Veliki
Bruno Veliki, nadškof Kölna, vojvoda Lotaringije, * 925, † 11. oktober 965, Reims.
Bruno je bil najmlajši sin vzhodnofrankovskega (nemškega) kralja Henrika I. in zato določen za duhovniški stan. Vendar je njegov starejši brat Oton, ki je nasledil očetov položaj, kaj hitro opazil njegovo izredna bistrost, ukaželjnost in resnost in komaj petnajstletnega postavil na mesto kanclerja svoje kraljevine. Nalagal mu je vedno nove dolžnosti. Da bi jih Bruno lahko upravljal čim uspešneje, ga je imenoval za kölnskega nadškofa in vojvodo Lotaringije. Bruno je postal bratov zastopnik, ki je s pogajanji in z vojaškimi posegi posredoval v sporih in vojnah med člani širše rodbine. Bil je skrbnik in regent svojih nečakov. Vplival je na imenovanje škofov in nadškofov, na katere se je Oton opiral pri utrjevanju svoje politične oblasti. Ko se je Oton zadrževal v Italiji, kjer je prejel krono cesarja Svetega rimskega cesarstva, je Bruno skupaj z majnškim nadškofom Viljemom upravljal kraljestvo. Skrbel je za vzgojo duhovnikov, se zavzemal za spoštovanje redovniških pravil, dal obnavljati cerkve in graditi nove. Privilegiji, ki jih je od brata pridobil za Köln, so mestu zagotovili vodilno vlogo v nemškem prostoru.

## Mladost
Bruno je bil tretji in najmlajši sin saškega vojvode in vzhodno-frankovskega kralja Henrika I. (Ptičarja) ter njegove druge žene Matilde. Imel je dva starejša brata, Otona, kasnejšega nemškega kralja in cesarja Svetega rimskega cesarstva, in Henrika, kasnejšega bavarskega vojvodo, dve sestri, Gerbergo in Hedviko ter starejšega polbrata Tankmarja. Petletnega so poslali v vzgojo k utrechtskemu škofu Balderichu, ki je bil sorodnik lotarinškega vojvode Giselberta , ki je bil poročen z Brunovo sestro Gerbergo. Bruno je v Utrechtu, kjer je bilo zbrane največ znanosti karolinškega obdobja, obiskoval stolno šolo, dokler ga ni brat Oton leta 939 poklical na kraljevi dvor. Takoj je pokazal veliko sposobnosti, resnosti in znanja, tako da ga je Oton že petnajstletnega postavil za državnega kanclerja. Bruno je stike s pomembnimi ljudmi izkoristil za nadaljnje izobraževanje. Posebno pomembna sta bila zanj irski škof Israel in učeni škof Rather, ki je po izgonu iz veronske škofije pribežal v Nemčijo. Bruno je dvorno pisarno povzdignil na višji nivo. Leta 951 je kanclersko delo povezal še z vrhovnim položajem dvorne duhovščine. Močno je vplival na izobraževanje mladih duhovnikov in vzgojil mnogo kasnejših škofov. Stalno je zbiral in bral knjige; kmalu je veljal za enega najbolj izobraženih mož svojega časa. Od 948 do 951 je bil opat kraljeve opatije Lorsch.
Ko se je Oton leta 952 vrnil s prvega pohoda v Italijo in s seboj pripeljal svojo drugo ženo Adelajdo, in so njegova dejanja med nemškim plemstvom in člani vladarske rodbine povzročila mnogo nezadovoljstva in tudi oborožen upor, se je Bruno postavil na Otonovo stran. Med obleganjem Mainza (953), v katerem sta se branila uporna sorodnika, Otonov sin Liudolf Švabski in njegov svak Konrad Rdeči, vojvoda Lotaringije (poročen z Otonovo hčerko Liutgardo), si je prizadeval sorodnike pomiriti, a brez uspeha. Ravno tedaj je umrl kölnski nadškof in Oton je Bruna imenoval za njegovega naslednika (julija 1953, posvečen 5. septembra). Septembra 1953 sta Liudolf in Konrad zapustila Mainz (mesto se je branilo naprej), da bi v svojih vojvodinah, Švabski in Lotaringiji, netila nove upore. Tedaj je Oton Konradu odvzel naslov lotarinškega vojvode in ga dal Brunu. Kot kölnski nadškof in vojvoda Lotaringije je Bruno postal za Otonom najpomembnejši človek v kraljestvu. Vedno je ostal lojalen bratu.

## Kot vojvoda v Lotaringiji
Imenovanje za vojvodo Lotaringije je Brunu naložilo dolžnost, da v vojvodini z orožjem brani kraljeve interese. Pomoč je našel pri mladem grofu iz Hainaulta Gotfridu, ki mu je pomagal vojvodino upravljati, pri spodnjelotarinškem grofu Reginarju III., nadškofu Metza Adalberu in njegovem bratu Frideriku I., grofu Bara. Konrad Rdeči je usmeril svoj novi napad proti slednjemu in za nekaj časa zavzel Metz. V letu 954, ko so na svojem roparskem pohodu skozi Evropo v Porenje prišli Ogri, je bil Brunov položaj v Lotaringiji zaskrbljujoč. Kmalu pa so Ogri odšli in uspehi kraljeve vojske na Švabskem in Bavarskem so Konradu odvzeli korajžo; ko se je pri Rimlingu v Bliesgauu soočil s kraljevo vojsko pod Brunovim poveljstvom, se je izognil spopadu in malo kasneje (junija 954) podredil kralju.
Vendar ni bilo pričakovati, da se bodo nemirni Lotaringijci podredili Brunu, po rodu Sasu, ki je bil sicer dobrohoten in spravljiv toda neobičajno strog, kadar je šlo za neposlušnost in neupravičene zahteve. Ljudje so se ga bali in nezadovoljstvo in upori so se nadaljevali. Še večkrat  je moral vojaško posredovati (npr. leta 958, ko je izgnal svojega nekdanjega zaveznika grofa Reginarja in 959/960 ob plemiški vstaji, ki je izbruhnila, ker je dal porušiti gradove, zgrajene brez kraljevega dovoljenja). Zadeve so se umirile, ko je za svojega namestnika v Zgornji Lotaringiji postavil barskega grofa Friderika I., kateremu je Oton dodelil vojvodski naslov. Istočasno je za namestnika v Spodnji Lotaringiji postavil hinaultskega grofa Gotfrida I. Lotaringija se je odtlej tesneje povezala s kraljestvom.

## Posredovanje med francoskimi nečaki
Podobno kot v Lotaringiji je moral Bruno miriti spore med sorodniki tudi na Francoskem. Zahodnofrankovski kralj Ludvik IV., ki se je po smrti Giselberta (†939) poročil z Brunovo sestro Gebergo, se je lahko obdržal na položaju proti svojemu tekmecu, vedno mogočnejšemu svaku Hugu Velikemu (poročen je bil z Brunovo sestro Hedviko) le z vplivom svaka, kralja Otona. Spori med njima so Bruna toliko bolj prizadevali, ker so se odražali tudi v Lotaringiji in ker sta bili vanje vpleteni njegovi sestri. Po smrti Ludvika IV. (954) je Gebergi uspelo zagotoviti nasledstvo svojega sina Lotarja na položaju francoskega (zahodnofankovskega) kralja, Bruno pa je po naročilu Otona I. postal njegov soregent. 
Po smrti Huga Velikega (956) sta se sestri spopadli v imenu svojih mladoletnih sinov. Šlo je predvsem za Burgundijo. Kralj Oton je Bruna določil tudi za regenta Hugovih naslednikov. A jih je Bruno moral prisilil k miru z lotarinško vojsko (958). Že naslednje leto je moral ponovno posredovati in je skušal  mir zavarovati celo s talci. Vendar tudi to ni delovalo. Šele pozimi 959/960 je uspel zadušiti upor v Burgundiji in končno dosegel spravo med svojimi nečaki: Lotar je kot francoski kralj priznal bratrancu Hugu položaj frankovskega vojvode in posesti njegovega očeta, le vojvodino Burgundijo je moral odstopiti svojemu bratu Otonu. Ljubosumnost med francosko kraljevo hišo in nasledniki Huga Velikega pa se je nadaljevala in Brunu zagrenila tudi zadnje dni življenja.

## Delovanje v kraljestvu
Bruno je imel zelo velik vpliv tudi na državne zadeve. Kralj Oton je svojo oblast v kraljestvu, oslabljenem z notranjimi boji, želel utrditi s tesnejšim povezovanjem s Cerkvijo; nastavljal je sposobne, predane mu škofe in jih še dodatno nagrajeval z darili. Pri tem se je povsem prepusti nasvetom mlajšega brata, na katerega vpliv so sodobniki gledali kot na sovladarstvo.
Ko se je Oton I. leta 961  z vojsko odpravil na drugi pohod v Italijo, da bi si tam pridobil cesarsko krono, je svojega sedemletnega sina Otona II. pustil izvoliti za sokralja-naslednika (Liudolf Švabski je leta 957 umrl) in ga zaupal Brunovemu skrbništvu; upravljaje državnih poslov je prepustil Brunu in majnškemu nadškofu Viljemu (ki je bil Otonov nezakonski sin, rojen že leta 929). V veliki meri je bila Brunova zasluga, da je po štiriletni odsotnosti Nemčija pričakala cesarjevo vrnitev v miru.

## Kot cerkveni prelat in kölnski nadškof
Bruno se je posvečal tudi  cerkvenim zadevam. Zaslužen je bil za spodbujanje stolnih in samostanskih šol. Zavzemal se je za striktno spoštovanje samostanskih pravil in je podpiral reformo v benediktinskem samostanu v opatiji Gorze blizu Metza. Dal je obnavljati propadajoče cerkve in bil pobudnik gradnje novih, med njimi cerkev sv. Andreja in sv. Martina v Kölnu, cerkve sv. Pantaleona, ki je takrat stala zunaj mesta, ter cerkve sv. Patroklusa v Soestu. Pomembnost cerkva je večal s prinašanjem znamenitih relikvij. V samostan sv. Marije na Kapitolu je pripeljal nune.
Kot kölnski nadškof je Bruno od brata pridobil za mesto številne privilegije, med njimi pravico, da dograjuje obzidje, da kuje denar, da prireja sejme, da dviguje davke, kar vse je Köln povzdignilo v najpomembnejše mesto v kraljestvu.
Brunov dvor je bil intelektualno in umetniško središče Nemčije, kjer je veliko vodilnih učenjakov in kasnejših škofov dobilo svojo izobrazbo. Bruno je veljal za človeka, ki se je zavedal svoje moči, a je kljub temu ostal osebno skromen in pobožen. 

## Zadnja leta
Po Otonovem povratku z uspešnega drugega pohoda v Italijo je Bruno v svoji palači v Kölnu priredil rodbinsko srečanje, na katerem se je Oton srečal s svojo ostarelo materjo, sestrama Gerbergo in Hedviko, Gerberginim sinom francoskim kraljem Lotarjem in mnogimi drugimi, med katerimi je bil tudi Brunov učitelj škof Balderich. Bruno je moral pozno poleti ponovno odpotovati v Compiègne mirit svoje prepirljive nečake. Na povratku ga je obšla slabost, tako da je moral v Reimsu potovanje prekiniti. Ko so ga spraševali o bolezni, je odgovarjal, da to ni bolezen, ampak ugašanje telesa. Neprestani napori in asketsko življenje so do konca izčrpali moči štiridesetletnega moža. 11. oktobra 965 je obdan s prijatelji mirno umrl. Katoliška cerkev ga ni proglasila za svetnika, vedno pa so ga častili na lokalnem nivoju posebno v njegovi grobni cerkvi sv. Pantaleona v Kölnu.
Leta 1990 je bil njegov kip (delo kiparja z imenom John-Michael Bachem) uvrščen med svetnike-zaščitnike »kölnskega neba«, ki se nahajajo  v četrtem nadstropju stolpa kölnskega magistrata.